# Sean Quinn
Sean Quinn, né le 10 mai 2000 à Los Angeles, est un coureur cycliste américain, membre de l'équipe EF Education-EasyPost.

## Biographie
Après de bonnes performances chez les juniors, Sean Quinn rejoint l'équipe Hagens Berman-Axeon en 2019. En 2022, Sean signe chez l'équipe WorldTeam EF Education-EasyPost. Le PDG de son équipe, Jonathan Vaughters, le décrit comme un futur cycliste du Tour de France et comme un grimpeur. Cependant, il possède un assez grand gabarit et peut donc très bien sprinter. Il semble aussi à l'aise en contre-la-montre, ce qui fait de lui un coureur plutôt polyvalent. 

### 2022-2024: Débuts en World Tour

#### 2022
Sean Quinn commence sa saison en World Tour en février 2022 sur le Tour des Émirats arabes unis. Après un début de course au service de ses équipiers, il chute sur la dernière étape le 26 février et doit abandonner. Après de belles places sur le Circuit de la Sarthe et des classements annexes, il participe au Tour des Alpes où il suit les meilleurs en montagne et se classe notamment 4e du Classement du meilleur jeune et 15e au classement général. Il enchaîne ensuite avec le Tour de Romandie. Il réalise des bons temps sur les différents contre-la-montre, il finit 18e du Classement général et 4e meilleur jeune. Sur le critérium du Dauphiné, il prend la 3e place sur la 1re étape au sprint derrière Wout van Aert notamment. Ce podium est son plus gros succès, il montre ses capacités au sprint et le classe comme un favori. sur la 2e étape, Sean porte le maillot vert du classement du meilleur sprinter par défaut, en effet, van Aert qui est premier porte déjà le maillot jaune de leader et Ethan Hayter qui est deuxième porte le maillot blanc du meilleur jeune. Malheureusement, il chute sur la 3e étape, lui enlevant toute chance d'être bien placé au classement général, la chute reste sans conséquences physiques. Il va ensuite servir d'équipier et terminer son Critérium du Dauphiné avec un podium mais sans résultats sur le classement général.

#### 2024: champion des États-Unis sur route
Après avoir couru le Tour des Émirats arabes unis et le Tour de Romandie sans résultats notoires, il fait partie de la chute collective au Tour du Pays basque le 4 avril où il souffre d'une commotion cérébrale, d'une fracture du sternum, d'abrasions et de contusions. Il reprend la compétition en remportant les Championnats des États-Unis de cyclisme sur route le 19 mai à Charleston en Virginie-Occidentale.

## Palmarès
- 2017
  - Tour of the Gila amateurs
- 2018
  - 3e et 5e étapes du Tour of the Gila amateurs
  - 3e du championnat des États-Unis sur route juniors
  - 10e du championnat du monde sur route juniors
- 2019
  - 1re étape de la Redlands Bicycle Classic (contre-la-montre par équipes)
- 2021
  - Classica da Arrábida
- 2023
  - 2e étape de la Semaine internationale Coppi et Bartali
  - 10e de la Cadel Evans Great Ocean Road Race
- 2024
  -  Champion des États-Unis sur route

## Résultats sur les grands tours

### Tour de France
1 participation
- 2024 : 78e

### Tour d'Espagne
1 participation
- 2023 : 80e

## Classements mondiaux
| Année                                 | 2019  | 2020  | 2021 | 2022 | 2023 | 2024 |
| ------------------------------------- | ----- | ----- | ---- | ---- | ---- | ---- |
| Classement mondial                    | 2105e | 1690e | 521e | 587e | 561e | nc   |
| UCI America Tour                      | 320e  | 158e  | 53e  | 51e  | 51e  | 54e  |
|                                       |       |       |      |      |      |      |
| Légende : nc = non classéSource : UCI |       |       |      |      |      |      |